# Hélio Levy da Rocha
Hélio Levy da Rocha, mais conhecido como Hélio Levy (Catalão, 28 de setembro de 1933), é um engenheiro civil e político brasileiro, outrora deputado federal por Goiás.

## Dados biográficos
Filho de Lamartine Evangelista da Rocha Filgueira e Rosa Pascoal Evangelista. Engenheiro Civil formado na Pontifícia Universidade Católica de Goiás em 1960, presidiu o Consórcio Rodoviário Intermunicipal e foi diretor-geral do Departamento Nacional de Estradas de Rodagem em Goiás, estado pelo qual foi eleito deputado federal via ARENA em 1974 e 1978. Mesmo ingressando no PDS com a restauração do pluripartidarismo em 1980, não disputou novas eleições.